# Suy thượng thận cấp
Suy thượng thận cấp (hay cơn suy thượng thận cấp) là biến chứng đe dọa tính mạng của bệnh suy thượng thận. Hai triệu chứng của cơn suy thượng thận cấp là tụt huyết áp và sốc giảm thể tích, ngoài ra bệnh nhân còn có thể bị yếu cơ, chán ăn, buồn nôn, nôn, sốt, mệt mỏi, rối loạn điện giải, lú lẫn và thậm chí hôn mê. Các xét nghiệm cho thấy tình trạng hạ natri máu, tăng kali máu, tăng số lượng tế bào lympho, tăng số lượng bạch cầu ái toan, hạ đường huyết và đôi khi có tăng calci máu.
Nguyên nhân lớn nhất gây ra suy thượng thận cấp là bệnh đường tiêu hóa. Những người bị suy thượng thận nguyên phát có nguy cơ mắc suy thượng thận cấp cao hơn. Cơ chế sinh lý cơ bản là glucocorticoid nội sinh mất khả năng ức chế các cytokine gây viêm.
Khi người bị suy thượng thận biểu hiện các triệu chứng của suy thượng thận cấp, cần phải điều trị ngay lập tức. Để chẩn đoán tình trạng suy thượng thận cấp, cần đo nồng độ cortisol, aldosterone, ACTH, renin và dehydroepiandrosterone sulfat (DHEA-S) trong huyết thanh. Nồng độ cortisol thấp (dưới 3 mg/dL), đo vào sáng sớm hoặc trong lúc stress, gợi ý chẩn đoán suy thượng thận.
Chiến lược phòng ngừa là sử dụng glucocorticoid để giảm stress sinh lý. Khi một người bị suy thượng thận cấp, cần phải tiêm hydrocortisone ngay lập tức.
Khoảng 6–8% những người bị suy thượng thận sẽ trải qua suy thượng thận cấp vào một thời điểm nào đó trong năm. Tỷ lệ tử vong liên quan đến suy thượng thận cấp lên tới 6%.

## Triệu chứng cơ năng và triệu chứng thực thể
Ở 50% số người mắc bệnh Addison, suy thượng thận cấp có thể là dấu hiệu đầu tiên của suy thượng thận. Chẩn đoán thường bị trì hoãn vì hầu hết các triệu chứng của suy thượng thận đều không đặc hiệu và phát triển âm thầm. Tụt huyết áp và sốc không đáp ứng với thuốc co mạch hay bù dịch là những dấu hiệu chính của suy thượng thận cấp. Bệnh nhân suy thượng thận cấp có toàn trạng diễn biến xấu nhanh chóng, thường trong vòng vài giờ.
Triệu chứng đường tiêu hóa như buồn nôn, nôn, chán ăn và đau bụng thường gặp ở bệnh suy thượng thận và có thể dẫn đến chẩn đoán sai. Ngoài ra bệnh nhân cảm thấy mệt mỏi, choáng váng, đau lưng và đau chi chi lan tỏa, khó chịu và yếu cơ. Sốt là triệu chứng phổ biến của suy thượng thận cấp do bệnh lý đi kèm hoặc do giải phóng cytokine. Tiệu chứng thần kinh nhận thức có thể thay đổi từ kích động, mất tập trung, trầm cảm, thậm chí sảng và hôn mê.
Trong quá trình suy thượng thận cấp, chỉ số xét nghiệm có thể cho thấy tình trạng hạ natri máu, tăng kali máu, tăng số lượng tế bào lympho, tăng số lượng bạch cầu ái toan, hạ đường huyết và đôi khi tăng calci máu.
Trong quá trình tuyến thượng thận cấp, tụt huyết áp có thể xảy ra, nguyên nhân là do lượng cortisol thấp và giảm thể tích tuần hoàn. Tình trạng giảm thể tích tuần hoàn nếu không phát hiện thì có thể gây kháng thuốc tăng sức co bóp cơ tim (inotrope) và không đáp ứng với bù dịch. Trong suy thượng thận thứ phát, hạ natri máu là kết quả của việc thận tăng bài tiết natri qua đường tiểu, mất khả năng ức chế vasopressin. Hạ natri máu trong suy thượng thận nguyên phát là do thiếu hụt aldosterone dẫn đến mất nước, tăng natri niệu và tăng kali máu. Tăng calci máu do giảm bài tiết calci và tăng tốc độ hủy xương trong suốt cơn suy thượng thận cấp, có thể trầm trọng hơn do mất nước. Giảm thể tích tuần hoàn và hạ đường huyết gây nên suy thận tùy mức độ, nguyên nhân là do giảm tân tạo glucose.

## Nguyên nhân
Suy thượng thận cấp có thể là do bệnh lý suy thượng thận. Suy thượng thận có thể phân loại thành suy thượng thận nguyên phát (do nguyên nhân từ vỏ thượng thận), suy thượng thận thứ phát (thiếu hụt ACTH do nguyên nhân liên quan tới vùng dưới đồi hoặc tuyến yên), hoặc suy thượng thận thứ ba (tertiary, do dùng quá nhiều glucocorticoid). Suy thượng thận có thể do các rối loạn tự miễn như viêm thượng thận tự miễn, hội chứng đa tuyến nội tiết tự miễn (APS) và viêm tuyến yên tế bào lympho hoặc các rối loạn bẩm sinh như tăng sản thượng thận bẩm sinh, loạn dưỡng chất trắng thượng thận (adrenoleukodystrophy), thiếu hụt glucocorticoid có tính chất gia đình 1, suy tuyến yên và đột biến proopiomelanocortin (POMC). Suy thượng thận cũng có thể do phẫu thuật tuyến yên hoặc tuyến thượng thận; do nhiễm trùng như lao, nhiễm nấm Histoplasma, HIV và CMV; do các rối loạn thâm nhiễm như bệnh sarcoidosis (u hạt), thoái hóa bột và nhiễm sắc tố sắt mô; do u ở tuyến yên hoặc ung thư di căn. Một số rối loạn về mạch máu có thể gây suy thượng thận như xuất huyết tuyến yên và tuyến thượng thận, hội chứng Waterhouse–Friderichsen, viêm mạch, đột quỵ tuyến yên và hội chứng Sheehan.
Sử dụng steroid ngoại sinh là nguyên nhân phổ biến nhất gây suy thượng thận và có nguy cơ bị suy thượng thận cấp. Suy thượng thận cấp có thể xảy ra do ngừng thuốc steroid đột ngột, thường là không cố ý. Trục hạ đồi–tuyến yên–tuyến thượng thận bị ức chế do sử dụng glucocorticoid qua đường đặt trực tràng, tiêm tủy sống, tiêm trong da, tiêm khớp, xịt mũi, hít hoặc bôi corticoid ngoài da. Ở liều dược lý, medroxyprogesterone và megestrol có tác dụng glucocorticoid đáng kể. Nguy cơ suy thượng thận cấp tăng lên nếu steroid được sử dụng đồng thời với ritonavir, chất ức chế enzym CYP3A của gan có tác dụng phân hủy steroid.
Nguy cơ suy thượng thận sẽ cao hơn khi dùng thuốc steroid trong thời gian dài, liều lượng lớn và dùng theo đường uống và tiêm khớp. Tuy nhiên, không có số lượng, khung thời gian hoặc phương thức quản lý nào có khả năng dự đoán một cách tin cậy tình trạng suy thượng thận.

### Yếu tố nguy cơ
Những người bị suy thượng thận nguyên phát (bệnh Addison) hay bị thiếu mineralocorticoid, mất nước và giảm thể tích tuần hoàn nên có nguy cơ mắc suy thượng thận cấp cao hơn so với những người suy thượng thận thứ phát.
Những người mắc cả bệnh suy thượng thận thứ phát và bệnh đái tháo nhạt có nguy cơ bị suy thượng thận cấp cao hơn, có thể là vì không còn khả năng co mạch do thiếu receptor V1A trong khi bị stress hoặc là nguy cơ bị mất nước tăng lên. Nguy cơ bị suy thượng thận cấp tăng lên có mối tương quan tới đái tháo đường, hen, mặc dù cơ chế chính xác vẫn chưa được biết rõ.
Những người bị suy thượng thận có 50% nguy cơ gặp phải suy thượng thận cấp trong đời và những người đã từng bị suy thượng thận cấp trong quá khứ dễ bị tái phát hơn.

### Yếu tố khởi phát
Có thể tìm thấy yếu tố khởi phát (trigger) trong hơn 90% cơn suy thượng thận cấp. Yếu tố phổ biến nhất là nhiễm trùng, đặc biệt là nhiễm trùng đường tiêu hóa. Suy thượng thận cấp có gặp ở các ca phẫu thuật lớn, phẫu thuật răng miệng, mang thai/chuyển dạ, thời tiết khắc nghiệt, chấn thương, tai nạn nghiêm trọng, hoạt động thể chất mạnh, tiêm vắc-xin và cảm xúc căng thẳng.
Những người mắc hội chứng đa tuyến nội tiết tự miễn type 2 có thể bị suy cả tuyến giáp và tuyến thượng thận. Levothyroxine làm tăng tốc quá trình chuyển hóa cortisol và gây ra suy thượng thận cấp. Hóa trị liệu và liệu pháp miễn dịch có liên quan đến tăng nguy cơ mắc suy thượng thận cấp. Chất ức chế cơ quan đích trong kiểm soát miễn dịch gây rối loạn nội tiết như viêm tuyến yên và viêm tuyến thượng thận, có thể dẫn đến suy thượng thận. Thuốc barbiturat và thuốc adrenostatic có thể làm tăng nguy cơ suy thượng thận. Chất cảm ứng Cytochrome P450 3A4 (CYP3A4) thúc đẩy quá trình chuyển hóa hydrocortisone, làm tăng nhu cầu hydrocortisone vì nó được chuyển hóa nhanh hơn.

## Cơ chế bệnh sinh

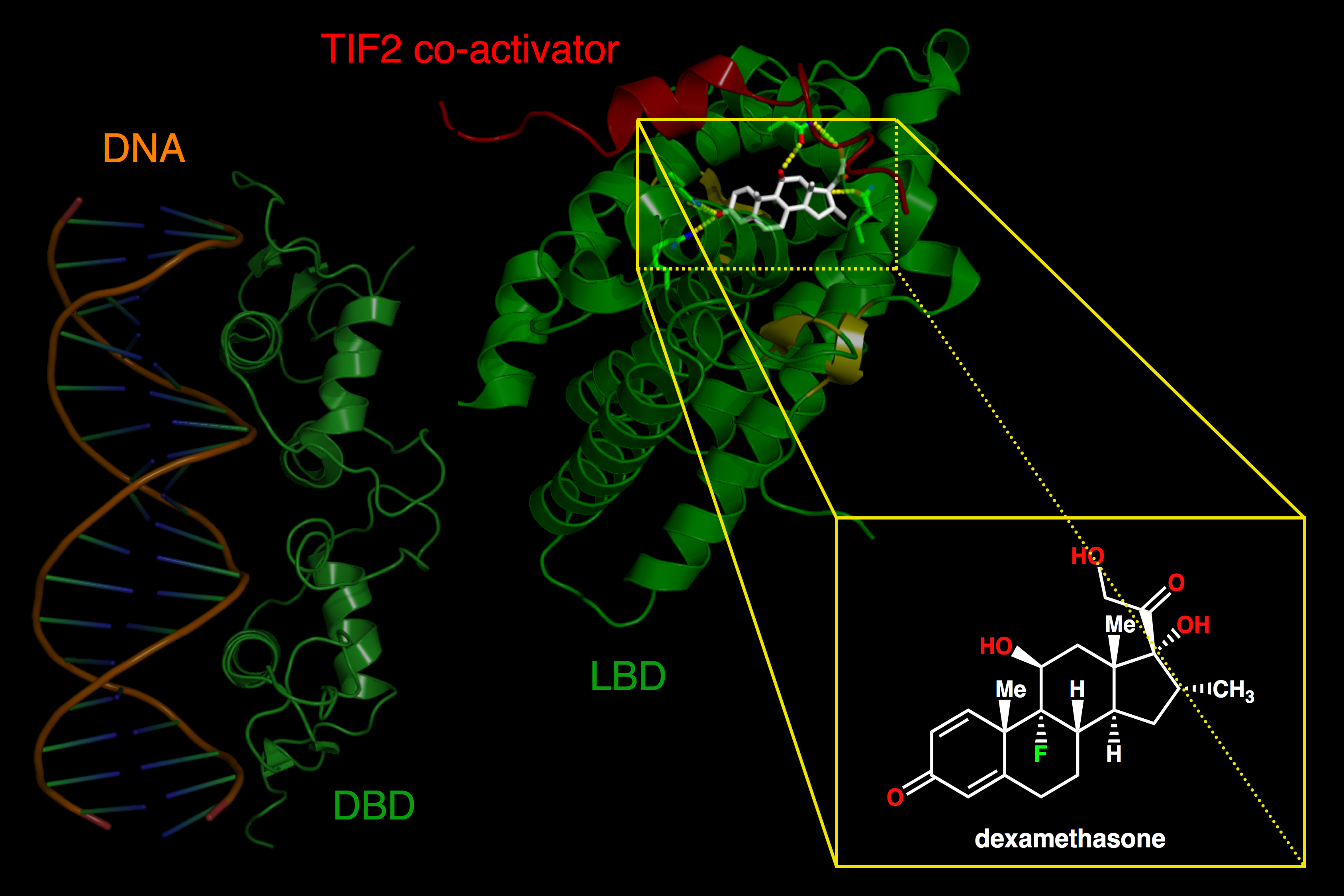
Bên trái: Các miền liên kết DNA của một thụ thể glucocorticoid dạng homodimertrong nhân đang tương tác với DNA. Bên phải: Liên kết giữa glucocorticoid tổng hợp dexamethasone với miền liên kết phối tử của receptor trong tế bào chất.

Thiếu hụt cortisol tuyệt đối hoặc tương đối có thể gây ra suy thượng thận cấp vì không có đủ hoạt động glucocorticoid mô để duy trì cân bằng nội môi.
Thời gian bán hủy của cortisol là từ 70 đến 120 phút, nghĩa là nồng độ cortisol trong máu giảm trong vòng vài giờ sau khi sự sản xuất cortisol bị đình trệ. Do cortisol có vai trò kiểm soát quá trình phiên mã của gen chứa yếu tố đáp ứng glucocorticoid, nên cortisol có ảnh hưởng đến nhiều gen khác. Sinh lý bệnh của tình trạng cortisol máu thấp là làm mất chức năng ức chế tự nhiên của glucocorticoid đối với cytokine, làm tăng ngột nồng độ cytokine máu. Vì đây là chất xuất hiện trong quá trình viêm, do đó bệnh nhân ban đầu có biểu hiện sốt, lờ đờ, chán ăn và đau. Hệ quả, nồng độ cortisol thấp gây ra những thay đổi công thức bạch cầu như là tăng bạch cầu lympho, tăng bạch cầu ưa acid và giảm bạch cầu trung tính. Nồng độ cortisol thấp làm mất tác dụng hiệp đồng của cortisol và catecholamin, gây giãn mạch và tụt huyết áp. Nồng độ cortisol máu thấp còn có tác động xấu đến quá trình chuyển hóa tại gan, dẫn đến hạ đường huyết, giảm tân tạo glucose, giảm nồng độ acid béo tự do và amino acid trong máu.
Yếu tố hạt nhân κ-Bungarotoxin (NF-κB) và protein hoạt hóa AP1 (AP-1) có vai trò kiểm soát kiểm soát sự phiên mã của DNA, kiểm soát sự sản xuất cytokine. Nồng độ cortisol thấp sẽ ức chế NF-κB và AP-1, hệ quả là các gen quy định sản xuất ra các protein gây viêm được kích hoạt liên tục mà không chị sự kiểm soát. Bình thường, cortisol có vai trò ức chế NF-κB liên kết với glucocorticoid receptor. Ngoài ra, cortisol thấp làm tăng giữ kali, tăng thải natri và nước, làm tình trạng thiếu hụt mineralocorticoid ngày càng làm trầm trọng thêm cơn suy thượng thận cấp.

## Chẩn đoán

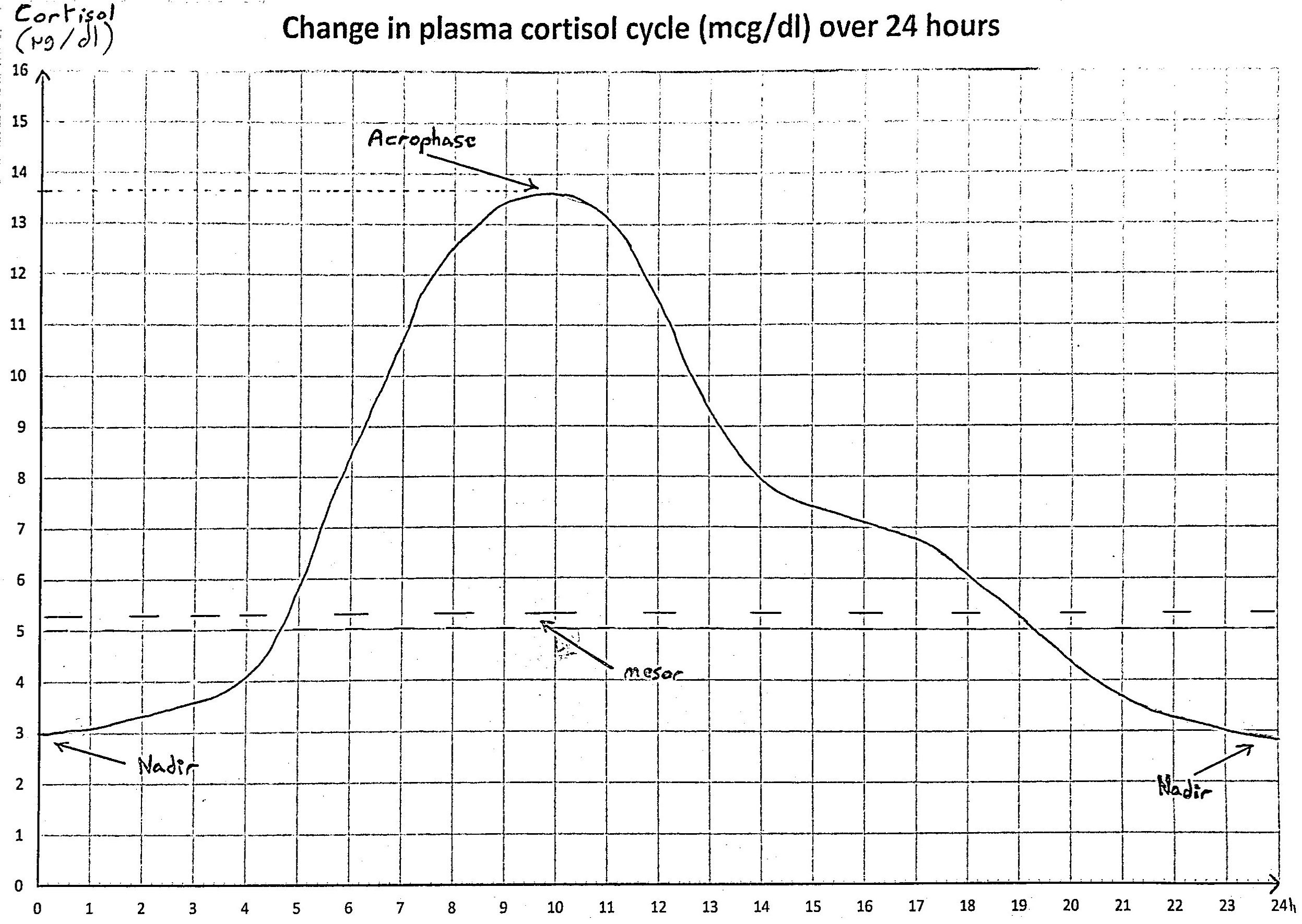
Chu kỳ cortisol huyết tương (mcg/dl) trong vòng 24 giờ

Khi một người bị suy thượng thận đang biểu hiện các triệu chứng của suy thượng thận cấp, cần điều trị ngay mà không chờ đợi kết quả xét nghiệm chẩn đoán. Khi nghi ngờ suy thượng thận, có thể lấy mẫu máu để xét nghiệm nồng độ cortisol và ACTH trong huyết thanh. Trong khi chờ đợi kết quả, cần khởi trị. Có thể xác nhận chẩn đoán sau khi bệnh nhân vượt qua cơn cấp.
Một số xét nghiệm dùng để chẩn đoán suy thượng thận bao gồm nồng độ renin, dehydroepiandrosterone sulfat, aldosterone, cortisol huyết thanh và ACTH. Nồng độ cortisol lớn hơn 13 đến 15 mg/dL có thể loại trừ chẩn đoán này. Mức cortisol thấp dưới 3 mg/dL, được đo vào sáng sớm hoặc trong lúc stress, có thể là biểu hiện của suy thượng thận. Trong trường hợp bệnh nhân suy thượng thận nguyên phát, nồng độ ACTH cao. Trong trường hợp suy thượng thận thứ phát hoặc thứ ba, nồng độ ACTH thấp hoặc bình thường.

## Phòng bệnh
Cá thể hóa điều trị và đơn thuốc sử dụng thêm glucocorticoid để điều trị stress sinh lý là những biện pháp phòng ngừa quan trọng. Nếu bệnh nhân không thể dùng glucocorticoid đường uống, có thể dùng hydrocortisone đường tiêm, tốt nhất là dùng tại nhà. Các thiết bị như vòng đeo tay và vòng cổ MedicAlert có thể cảnh báo người chăm sóc về khả năng xảy ra suy thượng thận cấp ở những người mất khả năng giao tiếp bằng lời nói.

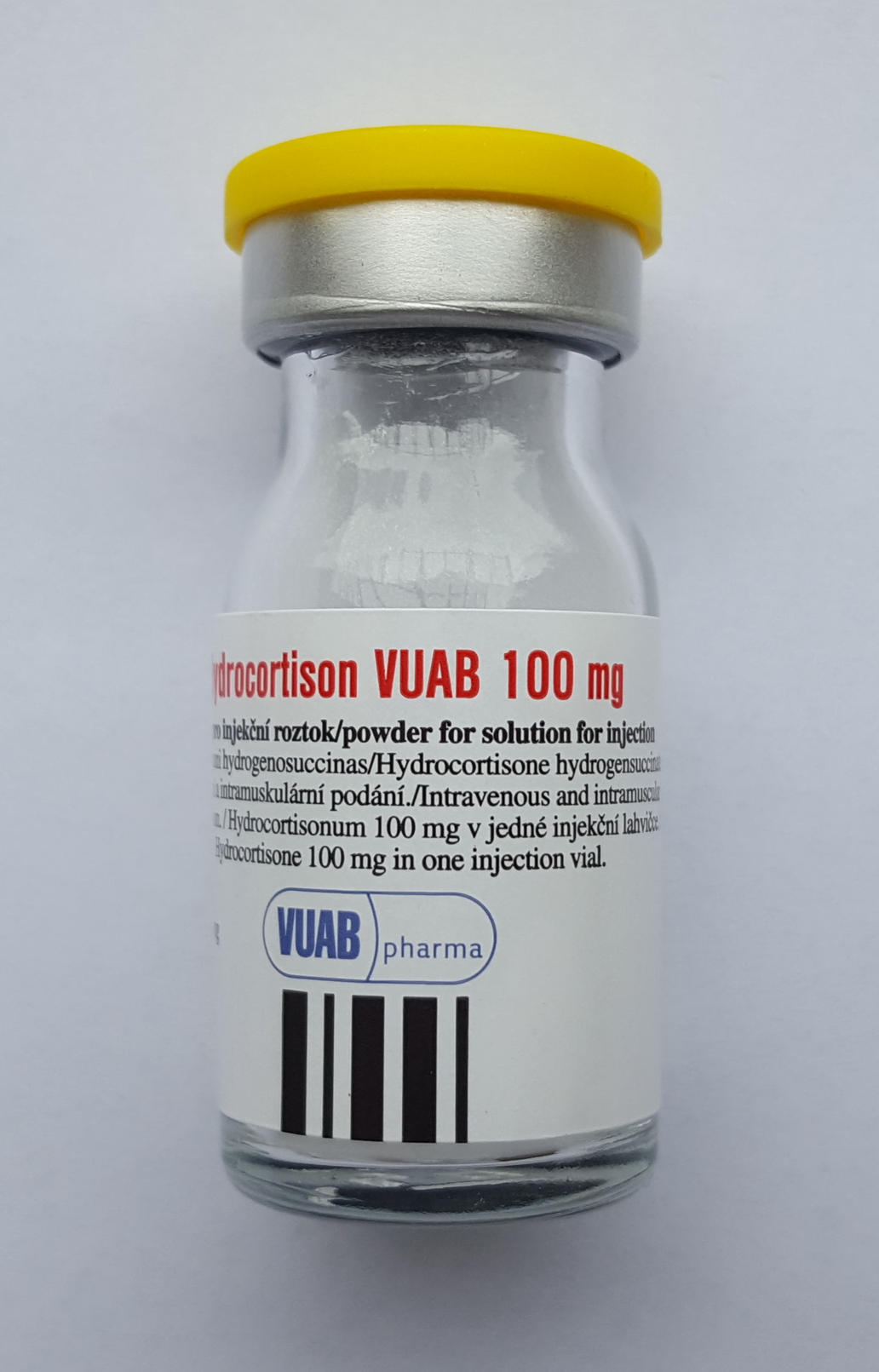
Lọ Hydrocortisone 100mg

Liều chính xác vẫn chưa xác định, nhưng có đồng thuận cho rằng bất kỳ bệnh nhân có bằng chứng suy thượng thận đều cần được điều trị glucocorticoid thay thế trong lúc stress. Lượng glucocorticoid thay thế được khuyến nghị phụ thuộc vào mức độ stress. Các hướng dẫn điều trị hiện tại đang ở mức theo ý kiến chuyên gia. Mặc dù có thể có sự khác biệt trong các phác đồ cụ thể, nhưng hầu hết đều đồng thuận rằng cần chỉ định liều stress ở bệnh nhân phẫu thuật đơn giản, giảm liều nhanh chóng và không kéo dài quá ba ngày. Không dùng kéo dài do lượng steroid dư thừa không cần thiết có thể tạo điều kiện làm tăng nguy cơ nhiễm trùng, vết thương chậm lành và tăng đường huyết.
Ở những bệnh nhân không dung nạp thuốc uống hoặc không đáp ứng với liều stress, có thể sử dụng liều ở ngưỡng thấp để khởi trị hydrocortisone đường tiêm sao cho đảm bảo thuốc được hấp thu toàn thân đầy đủ, vì viêm dạ dày ruột thường xảy ra trước cơn suy thượng thận. Glucocorticoid liều stress không phải lúc nào cũng có thể giúp bệnh nhân tránh được suy thượng thận cấp.
Những người bị nôn mửa, tiêu chảy mạn tính hoặc có nguy cơ sắp bị cơn suy thượng thận cấp sẽ dùng hydrocortisone tiêm bắp. Vì khi xảy ra suy thượng thận cấp, toàn trạng diễn biến bệnh nhân xấu nhanh chóng, chính bệnh nhân sẽ phải tự chuẩn bị và tự thực hiện tiêm cho mình. Những bệnh nhân bị suy thượng thận cần cầm theo một ống tiêm hydrocortisone. Không phải tất cả bệnh nhân đều cần phải tiêm. Trong trường hợp xảy ra cơn suy thượng thận, hầu hết bệnh nhân sẽ nhờ chuyên gia y tế tiêm cho họ. Bệnh nhân có thể bị suy giảm thể chất và nhận thức nhanh chóng trong thời gian bị bệnh, làm suy yếu khả năng đưa ra quyết định sáng suốt hoặc khả năng tự sử dụng thuốc. Do đó, mọi bệnh nhân suy thượng thận đều cần được hướng dẫn cách sử dụng hydrocortisone tiêm bắp và được giáo dục cách nhận biết cơn suy thượng thận, cũng như cần có sự hỗ trợ từ người thân hoặc bạn bè thân thiết.
Trong trường hợp người bị suy thượng thận bị mất ý thức, cần đưa ngay đến cơ sở y tế. Một điều rất quan trọng rằng là phải nhắc nhở những người bị suy thượng thận luôn đeo hoặc giữ vòng tay MedicAlert, hoặc đeo thẻ thông báo người xung quanh rằng cần cho bệnh nhân đi cấp cứu khẩn cấp nếu thấy có bất thường. Một khảo sát 46 người bị suy thượng thận cho thấy một số chuyên gia y tế không muốn dùng thuốc điều trị cho bệnh nhân ngay cả khi họ được thông báo rằng bệnh nhân mắc suy thượng thận. Chỉ có 54% những người bị suy thượng thận được dùng glucocorticoid trong vòng 30 phút sau khi đến cơ sở y tế, tuy vậy trong số đó có 86% ca bệnh suy thượng thận được chuyên gia y tế chăm sóc kịp thời trong vòng 45 phút sau khi bệnh nhân được gọi cấp cứu.

## Điều trị
Hai nền tảng điều trị suy thượng thận cấp là dùng steroid thay thế và bù dịch. Khởi trị suy thượng thận cấp càng sớm càng tốt, vì có thể có hiệu quả trong việc ngăn ngừa các tác động không hồi phục do tụt huyết áp kéo dài. Không nên đợi kết quả xét nghiệm chẩn đoán rồi mới điều trị. Nếu có nghi ngờ, cần lấy ngay mẫu máu để xét nghiệm ACTH và cortisol huyết thanh; tuy nhiên, vẫn cần khởi trị ngay lập tức, bất kể kết quả xét nghiệm ra sao. Khi bệnh nhân đã hồi phục về mặt lâm sàng thì có thể xác nhận chẩn đoán.
Trong trường hợp khẩn cấp, cần sử dụng hydrocortisone tiêm bắp (IM) càng sớm càng tốt đồng thời thiết lập đường truyền tĩnh mạch, hoặc dùng một liều bolus 100 mg hydrocortisone tiêm tĩnh mạch (IV). Sau liều bolus này, dùng 200 mg hydrocortisone truyền tĩnh mạch liên tục trong mỗi 24 giờ. Nếu không truyền được, dùng liều 50 mg hydrocortisone mỗi lần tiêm tĩnh mạch hoặc tiêm bắp trong mỗi 6 giờ.
Điều chỉnh giảm thể tích máu và hạ natri máu bằng cách bù dịch natri chloride đẳng trương 0,9% truyền tĩnh mạch; nếu bệnh nhân hạ đường huyết thì điều chỉnh bằng dextrose truyền tĩnh mạch. Trong giờ đầu tiên, phải truyền 1 L dung dịch natri chloride 0,9%. Các dịch thay thế khác chỉ định theo xét nghiệm điện giải đồ và tiến hành theo dõi huyết động thường xuyên. Trong trường hợp suy thượng thận thứ phát, chế phẩm thay thế cortisol có thể gây lợi tiểu, ức chế hormone chống bài niệu (ADH). Khi kết hợp với việc bù natri, tình trạng hạ natri máu nhanh chóng được giải quyết, tuy nhiên việc bù dịch quá nhanh làm thay đổi nhanh chóng nồng độ thẩm thấu trong huyết thanh, gây nên hội chứng hủy myelin do thẩm thấu (một bệnh cảnh của hội chứng hủy myelin cầu não trung tâm). Do đó, cần phải cẩn thận điều chỉnh natri sao cho biên độ ít hơn 10 mEq trong 24 giờ đầu tiên.
Có đồng thuận cho rằng không cần thiết phải điều trị bổ sung mineralocorticoid khi liều hydrocortisone lớn hơn 50 mg/ngày vì ở liều này hydrocortisone có tác dụng đầy đủ lên mineralocorticoid receptor. Ở những người bị suy thượng thận nguyên phát, khởi trị bằng fludrocortisone và giảm dần liều sau đó. Đối với hầu hết mọi người, liều hàng ngày từ 50–200 mcg là đủ.
Những người bị viêm tuyến yên tế bào lympho có thể bị suy thượng thận và đái tháo nhạt. Cho dù bệnh nhân có đang được điều trị đái tháo nhạt hay không, việc truyền dịch cần được cân nhắc cẩn thận vì truyền quá nhiều dịch có thể làm tăng natri máu, hay là truyền quá ít gây hạ natri huyết. Theo dõi tình trạng hạ natri máu bằng cách xem xét cẩn thận lượng nước tiểu ra và lượng dịch muối truyền vào.

## Tiên lượng
Những người bị suy thượng thận có nguy cơ tử vong do suy thượng thận cấp hơn các nguyên nhân tử vong khác; tỷ lệ tử vong do suy thượng thận cấp có thể lên tới 6%. Ở những người chưa bao giờ được chẩn đoán mắc chứng suy thượng thận, suy thượng thận cấp vẫn có thể gây tử vong, trước khi cơn xảy ra có thể đã có triệu chứng nhưng họ không để ý.

## Dịch tễ học
Suy thượng thận cấp xảy ra ở khoảng 6–8% bệnh nhân suy thượng thận hàng năm. Nệnh nhân suy thượng thận nguyên phát có thể có nguy cơ gặp suy thượng thận cấp cao hơn so với bệnh nhân suy thượng thận thứ phát. Bệnh nhân suy thượng thận nguyên phát thường thiếu mineralocorticoid còn bệnh nhân suy thượng thận thứ phát vẫn còn tiết cortisol ở mức độ nào đó. Mặc dù có nhiều mức độ ức chế tuyến thượng thận khác nhau, những người bị suy thượng thận do lạm dụng glucocorticoid kéo dài hiếm khi gặp phải suy thượng thận cấp.

## Một số đối tượng

### Người già

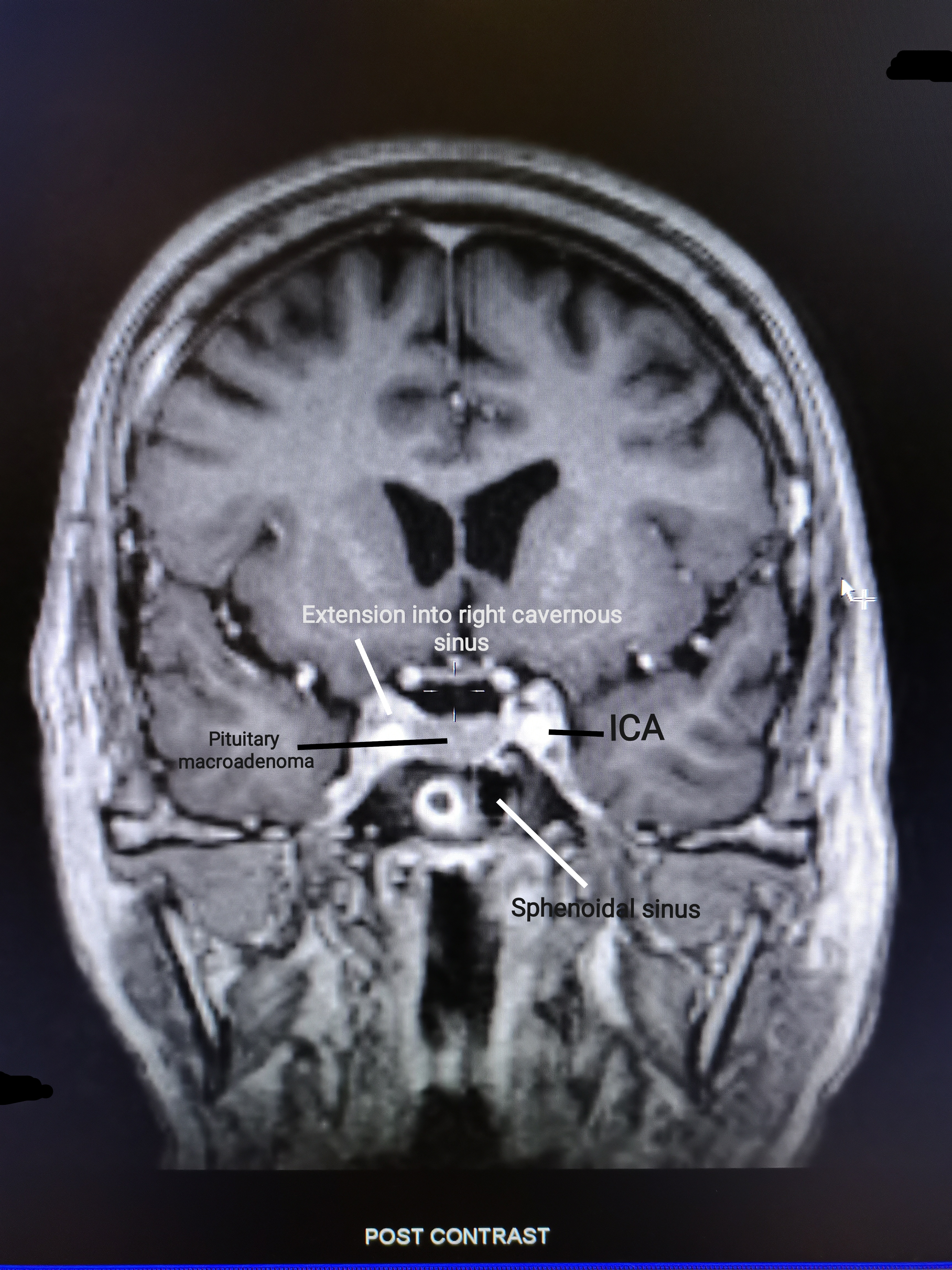
Phim chụp cộng hưởng từ (MRI) có tiêm thuốc cản quan, xung T1. Ở mặt phẳng coronal (mặt phẳng đứng ngang, mặt phẳng trán) này có thể thấy u tuyến yên không hoạt động. U đang lan rộng vào xoang hang bên phải.

Có thể bị phân loại sai trong quá trình chẩn đoán suy thượng thận ở mọi lứa tuổi, nhưng chẩn đoán ở bệnh nhân cao tuổi dễ bị nhầm lẫn hơn do xác định chưa chính xác tình trạng tụt huyết áp, vì huyết áp nền tăng dần theo tuổi tác. Có thể nhầm lẫn hạ natri máu (một dấu hiệu phổ biến của suy thượng thận hoặc suy thượng thận cấp), với hội chứng tiết ADH không thích hợp (SIADH), thường do bệnh tật, thuốc hoặc chính quá trình lão hóa gây ra.
Ở những người lớn tuổi, chẩn đoán mới rằng bệnh nhân bị suy thượng thận thường đặt ra sau khi bệnh nhân được điều trị u tuyến yên, sau khi sử dụng rộng rãi opioid để giảm đau, sau khi dùng liệu pháp glucocorticoid ngoại sinh nhằm điều trị bệnh lý hay xuất hiện ở độ tuổi từ 60 trở lên. Suy thượng thận cấp có nguy cơ xảy ra cao hơn ở người già. Nhiễm trùng đường tiết niệu (hay ở phụ nữ lớn tuổi), viêm phổi, đợt cấp COPD có mối tương quan đến suy thượng thận cấp. Ở độ tuổi này, viêm mô tế bào có liên quan đến suy thượng thận cấp và phổ biến hơn ở những người da mỏng, những người này tiếp xúc với liều lượng glucocorticoid cao hơn. Những người lớn tuổi bị suy thượng thận nguyên phát hay bị ngã và gãy xương, có thể là do hạ huyết áp tư thế.
Tỷ lệ tử vong do suy thượng thận cấp cao hơn ở người già, một phần do có các bệnh đồng mắc khiến việc điều trị khó khăn hơn. Các nghiên cứu về tỷ lệ mắc suy thượng thận cấp ở người lớn tuổi còn hạn chế. Một nghiên cứu theo dõi từ quần thể (population-based study) về tình trạng nhập viện do cơn suy thượng thận cấp cho thấy ở nhóm người lớn tuổi, tỷ lệ mắc bệnh tăng theo tuổi: từ 24,3 (60–69 tuổi) lên 35,2 (70–79 tuổi) và 45,8 (80 tuổi trở lên) trên một triệu người mỗi năm. Con số này cao hơn đáng kể so với tỷ lệ nhập viện chung của người lớn, là 15,0 trên một triệu người mỗi năm trong cùng một quần thể.

### Phụ nữ mang thai
Hầu hết các trường hợp suy thượng thận được phát hiện trước thai kỳ. Các triệu chứng của nôn nghén (mệt mỏi, nôn mửa, buồn nôn và hạ huyết áp nhẹ) và thai kỳ bình thường (buồn nôn và nôn mửa) có sự chồng chéo. Có ít triệu chứng lâm sàng nghĩ đến suy thượng thận trong thai kỳ.
Suy thượng thận cấp không được điều trị có thể để lại hậu quả nghiêm trọng cho cả mẹ và thai, chẳng hạn như vết thương lâu lành, nhiễm trùng, huyết khối tĩnh mạch, thời gian nằm viện kéo dài, sinh non, thai chậm phát triển trong tử cung và tăng nguy cơ phải đẻ mổ. Hiếm gặp cơn suy thượng thận cấp trong thời kỳ mang thai, ngay cả ở những người có tiền sử suy thượng thận. Trong một nghiên cứu, thai kỳ được xác định là tác nhân gây ra cơn suy thượng thận cấp (trigger) ở 0,2% trong số 423 người tham gia. Trong một nghiên cứu khác, chỉ có 1,1% trong số 93 người tham gia nghiên cứu đã được chẩn đoán suy thượng thận bị cơn suy thượng thận cấp trong thời kỳ mang thai.

### Trẻ em

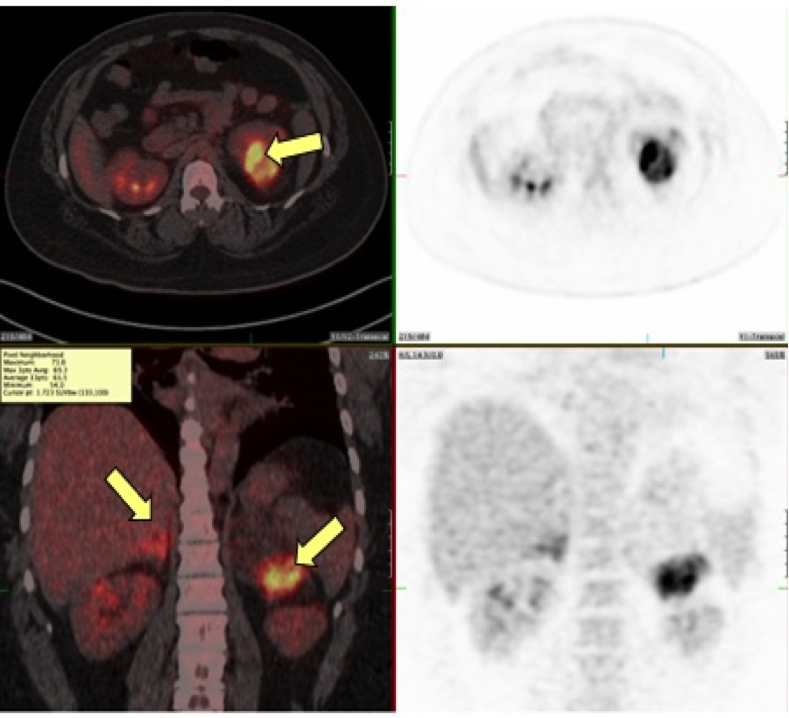
Chụp cắt lớp phát xạ positron bằng fluorodeoxyglucose đồng thời chụp cắt lớp vi tính (tức là chụp PET–CT) cho thấy hình ảnh tuyến thượng thận to kèm khối u. Kết quả xét nghiệm di truyền và sinh hóa phù hợp với bệnh tăng sản thượng thận bẩm sinh do thiếu hụt 21-hydroxylase.

Trẻ em bị suy thượng thận hay bị hạ đường huyết, dẫn đến cơn động kinh, tổn thương não vĩnh viễn hoặc thậm chí tử vong. Do rối loạn quá trình phát triển tủy thượng thận và sản xuất adrenalin, ở trẻ em suy thượng thận cấp kèm các bệnh bẩm sinh chẳng hạn như tăng sản thượng thận bẩm sinh, triệu chứng hạ đường huyết thường gặp hơn khi so sánh với các dạng suy thượng thận nguyên phát khác. Mức độ rối loạn chức năng enzym có liên quan đến mức độ rối loạn chức năng tuyến thượng thận. Tăng kali máu làm rối loạn nhịp tim, có thể gây tử vong.
Các nghiên cứu đã chứng minh rằng trẻ nhỏ bị tăng sản thượng thận bẩm sinh thường xuyên bị suy thượng thận cấp hơn trẻ lớn và vị thành niên. Yếu tố tâm lý xã hội có liên quan tới nguy cơ gặp phải cơn suy thượng thận cấp, đặc biệt là khi giai đoạn mà từ lúc trẻ được cha mẹ hỗ trợ điều trị cho đến lúc phải tự mình điều trị khi bước sang tuổi vị thành niên. Việc điều trị ở nhóm tuổi vị thành niên thậm chí còn phức tạp hơn do những thay đổi dược động học của cortisol, dẫn đến tăng độ thanh thải nhưng thời gian bán hủy của cortisol không đổi. Điều này đã được chứng minh trong giai đoạn dậy thì.
Ở trẻ sơ sinh và trẻ nhỏ, vẫn có nhiều ca mắc và tử vong liên quan đến suy thượng thận. Người ta ước tính rằng ở người bị suy thượng thận, cứ 100 tuổi sống sẽ xuất hiện 5–10 cơn suy thượng thận cấp. Tỷ lệ mắc cao tồn tại ở một số quốc gia cụ thể. Suy thượng thận cấp ở trẻ em gây tử vong ở khoảng 1/200 ca bệnh.

### Trích dẫn
1. ↑  "Monarch Initiative". Monarch Initiative. Truy cập ngày 8 tháng 12 năm 2023.
2. 1 2 3 4 5 6  Elshimy G, Chippa V, Kaur J, Jeong JM (ngày 13 tháng 9 năm 2023). "Adrenal Crisis". StatPearls. Treasure Island (FL): StatPearls Publishing. PMID 29763143. Truy cập ngày 8 tháng 12 năm 2023.
3. 1 2 3 4 5 6 7 8  Puar và đồng nghiệp 2016, tr. 339.e5.
4. 1 2 3  Puar và đồng nghiệp 2016, tr. 339.e2.
5. 1 2  Tucci & Sokari 2014, tr. 474.
6. 1 2 3 4  Claessen và đồng nghiệp 2021, tr. 4.
7. ↑  Rushworth, Torpy & Falhammar 2020, tr. 628.
8. ↑  Dineen, Thompson & Sherlock 2019, tr. 5.
9. ↑  Martin-Grace và đồng nghiệp 2020, tr. 80.
10. ↑  Puar và đồng nghiệp 2016, tr. 339.e3-339.e4.
11. ↑  Broersen và đồng nghiệp 2015, tr. 2176.
12. 1 2  Puar và đồng nghiệp 2016, tr. 339.e3.
13. 1 2 3 4 5  Puar và đồng nghiệp 2016, tr. 339.e4.
14. 1 2  Rushworth, Torpy & Falhammar 2019, tr. 854.
15. 1 2  Hahner và đồng nghiệp 2015, tr. 414.
16. ↑  Claessen và đồng nghiệp 2021, tr. 4-5.
17. 1 2 3  Claessen và đồng nghiệp 2021, tr. 5.
18. ↑  Barroso-Sousa và đồng nghiệp 2018, tr. 178.
19. 1 2 3  Rushworth, Torpy & Falhammar 2019, tr. 853.
20. ↑  Scherholz, Schlesinger & Androulakis 2019, tr. 248.
21. 1 2  Dineen, Thompson & Sherlock 2019, tr. 6.
22. ↑  Tucci & Sokari 2014, tr. 475.
23. ↑  Arlt & Allolio 2003, tr. 1885–1886.
24. ↑  Rushworth, Torpy & Falhammar 2019, tr. 858.
25. ↑  Simpson và đồng nghiệp 2020, tr. 374.
26. 1 2  Simpson và đồng nghiệp 2020, tr. 376.
27. ↑  Repping-Wuts và đồng nghiệp 2013, tr. 20.
28. ↑  Puar và đồng nghiệp 2016, tr. 339.e5-339.e6.
29. ↑  Hahner và đồng nghiệp 2015, tr. 497,501.
30. ↑  Hahner và đồng nghiệp 2015, tr. 499-500.
31. 1 2  Rushworth, Torpy & Falhammar 2019, tr. 856.
32. ↑  Bornstein và đồng nghiệp 2016, tr. 367.
33. ↑  Husebye và đồng nghiệp 2014, tr. 106.
34. 1 2  Husebye và đồng nghiệp 2014, tr. 113.
35. ↑  Husebye và đồng nghiệp 2014, tr. 112.
36. ↑  Husebye và đồng nghiệp 2014, tr. 110.
37. ↑  Hahner và đồng nghiệp 2015, tr. 407.
38. ↑  Sævik và đồng nghiệp 2018, tr. 191, 196.
39. 1 2  Rushworth, Torpy & Falhammar 2017, tr. 337.
40. ↑  Rushworth, Chrisp & Torpy 2018, tr. 6.
41. ↑  Goubar và đồng nghiệp 2019, tr. 2199, 2201.
42. ↑  Rushworth, Torpy & Falhammar 2020, tr. 632.
43. ↑  Rushworth, Torpy & Falhammar 2020, tr. 630.
44. ↑  Rushworth, Chrisp & Torpy 2018, tr. 4.
45. ↑  Iwasaku và đồng nghiệp 2017, tr. 2, 4, 8.
46. ↑  Rushworth, Torpy & Falhammar 2020, tr. 633.
47. ↑  Quinkler và đồng nghiệp 2018, tr. 32.
48. ↑  Rushworth & Torpy 2014, tr. 2, 3.
49. ↑  Manoharan, Sinha & Sibtain 2020, tr. 5.
50. 1 2  MacKinnon và đồng nghiệp 2021, tr. e00278.
51. 1 2  Rushworth và đồng nghiệp 2018, tr. 343.
52. ↑  Webb & Krone 2015, tr. 459.
53. ↑  Rushworth và đồng nghiệp 2016, tr. 2, 4.
54. ↑  Lass & Reinehr 2015, tr. 244-245.
55. ↑  Rushworth và đồng nghiệp 2018, tr. 345.
56. ↑  Rushworth và đồng nghiệp 2018, tr. 342.